# Anne Meara
Anne Meara (Brooklyn, 20 september 1929 – Manhattan, 23 mei 2015) was een Amerikaans actrice. Ze werd één keer genomineerd voor een Golden Globe en vier keer voor een Emmy Award. Ze kreeg in 2007 een ster op de Hollywood Walk of Fame samen met haar echtgenoot Jerry Stiller.
Meara was te zien als onder meer Veronica Rooney in de televisieserie Archie Bunker's Place en als Dorothy Halligan in ALF. Daarbuiten speelde ze gastrollen in onder meer Sex and the City (als de dementerende moeder van Steve Brady), Law & Order: Special Victims Unit, Will & Grace, The Love Boat en Murder, She Wrote. Ook speelde ze in films als The Out of Towners, Lovers and Other Strangers, The Boys from Brazil en Fame.
Meara trouwde op 14 september 1954 met acteur Jerry Stiller, met wie ze samenbleef tot aan haar overlijden. Samen kregen ze in 1961 dochter Amy Stiller en in 1965 zoon Ben Stiller, die ook allebei gingen acteren. Samen met haar man verscheen ze in verschillende producties, waaronder een aantal afleveringen van The King of Queens.

## Filmografie
- The Philco Television Playhouse (televisieserie) – rol onbekend (afl. "Man on the Mountaintop", 1954)
- The Greatest Gift (televisieserie) – Harriet (1954–1955)
- The DuPont Show of the Month (televisieserie) – rol onbekend (afl. "Oliver Twist", 1959)
- Ninotchka (televisiefilm, 1960) – Anna
- Linus! The Lion Hearted (televisieserie) – stem, rol onbekend (2 afl., 1964)
- The Out of Towners (1970) – slachtoffer tasjesroof op politiebureau
- Lovers and Other Strangers (1970) – Wilma
- Dames at Sea (televisiefilm, 1971) – Joan
- The Courtship of Eddie's Father (televisieserie) – verschillende rollen (2 afl., 1971/1972)
- Love, American Style (televisieserie) – rol onbekend (2 afl., 1971/1973)
- Irish Whiskey Rebellion (1972) – Goldie Fain
- The Corner Bar (televisieserie) – Jennifer (afl. "The Sexy Landlady", 1972)
- The Paul Lynde Show (televisieserie) – Grace Dickerson (afl. onbekend, 1972–1973)
- Medical Center (televisieserie) – Rose Miller (afl. "The Enemies", 1974)
- Temperatures Rising (televisieserie) – Harriet (afl. "The Three Faces of Edwina", 1974)
- Kate McShane (televisiefilm, 1975) – Kate McShane
- Kate McShane (televisieserie) – Kate McShane (10 afl., 1975)
- Rhoda (televisieserie) – Sally Gallagher (afl. "I Won't Dance", "Rhoda Questions Her Life and Flies to Paris" en "Man of the Year", 1976)
- Nasty Habits (1977) – zuster Geraldine
- The Boys from Brazil (1978) – Mrs. Curry
- Time Express (televisieserie) – Gloria (afl. "Garbage Man/Doctor's Wife", 1979)
- Archie Bunker's Place (televisieserie) – Veronica Rooney (41 afl., 1979–1982)
- The Love Boat (televisieserie) – verschillende rollen (3 afl., 1979/1981/1983)
- Fame (1980) – Mrs. Sherwood
- The Other Woman (televisiefilm, 1983) – Peg Gilford
- The Longshot (1986) – Madge
- The Stiller & Meara Show (televisiefilm, 1986) – Anne Bender
- The Perils of P.K. (1986) – rol onbekend
- My Little Girl (1987) – Mrs. Shopper
- ALF (televisieserie) – Dorothy Halligan (7 afl., 1987–1989)
- CBS Schoolbreak Special (televisieserie) – verschillende rollen (2 afl., 1987/1993)
- The Hustler of Money (televisiefilm, 1988) – Barmeid
- Murder, She Wrote (televisieserie) – verschillende rollen (2 afl., 1988/1993)
- That's Adequate (1989) – Charlene Lane
- Monsters (televisieserie) – rol onbekend (afl. "One Wolf's Family", 1990)
- Awakenings (1990) – Miriam
- Avenue Z Afternoon (televisiefilm, 1991) – rol onbekend
- The Sunset Gang (televisiefilm, 1991) – Bernice Shapiro (segment "The Detective")
- Highway to Hell (1992) – Medea, serveerster bij Pluto's
- Through an Open Window (1993) – rol onbekend
- Reality Bites (1994) – Louise
- In the Heat of the Night (televisieserie) – Roda (afl. "Poor Relations", 1994)
- Good Advice (televisieserie) – rol onbekend (afl. "Roll Out the Barrel", 1994)
- Great Performances (televisieserie) – rol onbekend (afl. "The Mother", 1994)
- The Search for One-eye Jimmy (1994) – Holly Hoyt
- Murphy Brown (televisieserie) – Reena Bernecky (afl. "Bye Bye Bernecky" en "Brown in Toyland", 1994)
- Heavy Weights (1995) – Alice Bushkin
- Kiss of Death (1995) – Bevs moeder
- The Daytrippers (1996) – Rita Malone
- All My Children (televisieserie) – Peggy Moody (episode 1 augustus 1996)
- Homicide: Life in the Street (televisieserie) – Donna DiGrazi (afl. "Hostage: Part 1" en "Hostage: Part 2", 1996)
- Jitters (televisiefilm, 1997) – Louise
- The Thin Pink Line (1998) – Mrs. Langstrom
- Southie (1998) – Mrs. Quinn
- Judy Berlin (1999) – Bea
- Brooklyn Thrill Killers (1999) – Mrs. Perrett
- The Diary of the Hurdy-Gurdy Man (1999) – rol onbekend
- A Fish in the Bathtub (1999) – Molly
- The King of Queens (televisieserie) – Veronica Olchin (8 afl., 1999–2007)
- Oz (televisieserie) – Tante Brenda O'Reilly (afl. "Legs", 1999, en "Wheel of Fortune", 2002)
- The Independent (2000) – Rita
- Chump Change (2001) – casting-regisseur
- What Makes a Family (televisiefilm, 2001) – Evelyn Cataldi
- Ed (televisieserie) – Barbara Gennacarro (afl. "The Test", 2001)
- Zoolander (2001) – Protestante (niet op aftiteling)
- Will & Grace (televisieserie) – Mrs. Friedman (afl. "Star-Spangled Banter", 2001)
- Get Well Soon (2001) – Linda
- Like Mike (2002) – zuster Theresa
- The Yard Sale (2002) – Hank
- Sex and the City (televisieserie) – Mary Brady (afl. "Unoriginal Sin", 2002, "One", 2003, "The Ick Factor", 2004, en "An American Girl in Paris: Part Deux", 2004)
- Good Morning, Miami (televisieserie) – Claires vriendin (afl. "The Slow and the Furious", 2003)
- Crooked Lines (2003) – Hard Boiled
- Charlie Lawrence (televisieserie) – Charlies moeder (afl. "If It's Not One Thing, It's Your Mother", 2003)
- Law & Order: Special Victims Unit (televisieserie) – Ida Becker (afl. "Scavenger", 2004)
- Four Kings (televisieserie) – Ruth (afl. "Pilot", 2006)
- Night at the Museum (2006) – Debbie
- The Shallow End of the Ocean (2007) – Ellen (stem)
- Sweet Flame (2008) – Peg
- Another Harvest Moon (2008) – Ella

- Bibliothèque nationale de France: cb14205681r (data)
- Gemeinsame Normdatei: 1061366340
- International Standard Name Identifier: 0000 0000 0313 0987
- Library of Congress Control Number: n91047127
- MusicBrainz: 5f6ee6e8-fd5a-4cda-97c1-527f3b7dbfa5
- SNAC: w6nz90b8
- Virtual International Authority File: 27277663
- WorldCat: E39PBJk4BXRJ4Q36GvTXmMWFKd